# Zarząd Miasta Szczecina
Zarząd Miasta Szczecina – organ wykonawczy Miasta Szczecin w latach 1990–2002. W skład Zarządu wchodziło 7 osób: Prezydent Miasta jako przewodniczący, Zastępcy Prezydenta Miasta oraz Członkowie Zarządu. Rada Miasta wybierała Zarząd spośród radnych, lub spoza swojego składu. Obradował na posiedzeniach zwoływanych i prowadzonych przez prezydenta.

## Składy zarządów miasta

### Zarząd Miasta Szczecina 1990–1991
Członkowie Zarządu miasta zostali powołani przez Radę Miasta 18 i 21 czerwca 2000, a odwołani 22 kwietnia 1991:
- Jan Czesław Bielecki – Prezydent Szczecina (do 11 kwietnia 1991)
- Marek Koćmiel – Wiceprezydent ds. gospodarczych
- Władysław Lisewski – Wiceprezydent (od 11 kwietnia 1991 p.o Prezydenta Szczecina)
- Dominik Górski – Członek Zarządu Miasta
- Maciej Jarmusz – Członek Zarządu Miasta
- Henryk Rozkrut – Członek Zarządu Miasta

### Zarząd Miasta Szczecina 1991–1994
Członkowie Zarządu miasta zostali powołani przez Radę Miasta 22 i 29 kwietnia 1991, a odwołani 5 lipca 1994:
- Władysław Lisewski – Prezydent Szczecina
- Piotr Mync – Wiceprezydent ds. geodezji, budownictwa i architektury
- Stefan Ziółkowski – Wiceprezydent ds. gospodarczych (od 13 stycznia 1992) (bezp.)
- Zbigniew Zalewski – Wiceprezydent ds. społecznych
- Andrzej Tarnowski – Wiceprezydent ds. komunalnych
- Lech Pieczyński – Wiceprezydent
- Maciej Jarmusz – Wiceprezydent
- Ignacy Dziedziczak – Członek Zarządu Miasta ds. Finansowych (do 31 maja 1993)

### Zarząd Miasta Szczecina 1994–1998
Członkowie Zarządu miasta zostali powołani przez Radę Miasta 5 i 12 lipca 1994, a odwołani 18 listopada 1998:
- Bartłomiej Sochański – Prezydent Szczecina (UW)
- Paweł Bartnik – Wiceprezydent ds. społecznych (UW)
- Piotr Mync – Wiceprezydent ds. geodezji, budownictwa i architektury (RS AWS)
- Leszek Duklanowski – Wiceprezydent ds. komunalnych, ochrony środowiska i inwestycji miejskich  (ZChN)
- Andrzej Kamrowski – Wiceprezydent ds. rozwoju gospodarczego  (od 24 listopada 1997)  (SKL)
- Jan Szut – Wiceprezydent ds. rozwoju gospodarczego  (do 24 listopada 1997) (bezp. (BBWR))
- Janusz Szewczuk – Członek Zarządu Miasta ds. rozwoju Miasta (UW)

### Zarząd Miasta Szczecina 1998–2000
Członkowie Zarządu miasta zostali powołani przez Radę Miasta 18 i 26 listopada 1998, a odwołani 24 stycznia 2000:
- Marian Jurczyk – Prezydent Szczecina (bezp.)
- Dariusz Wieczorek – Wiceprezydent ds. rozwoju gospodarczego (SLD)
- Waldemar Kuś – Wiceprezydent ds. budownictwa i mieszkaniowych (do 25 października 1999) (bezp.)
- Katarzyna Kantorska – Członek Zarządu Miasta ds. przekształceń własnościowych i inwestycji (bezp.)
- Grzegorz Kołodziejski – Członek Zarządu Miasta ds. społecznych (SLD)
- Henryk Jerzyk – Członek Zarządu Miasta ds. bezpieczeństwa publicznego (wówczas bezp.)
- Jan Dużyński – Członek Zarządu Miasta ds. komunalnych i ochrony środowiska (wówczas bezp.)

### Zarząd Miasta Szczecina 2000–2001
Członkowie Zarządu miasta zostali powołani przez Radę Miasta 24 stycznia 2000, a odwołani 25 maja 2001:
- Marek Koćmiel – Prezydent Szczecina (UW)
- Dariusz Wieczorek – Wiceprezydent Miasta ds. rozwoju gospodarczego (SLD)
- Jacek Jekiel – Wiceprezydent Miasta ds. społecznych (UW)
- Grzegorz Kołodziejski – Wiceprezydent ds. oświaty i kultury (SLD)
- Jan Dużyński – Wiceprezydent Miasta ds. komunalnych i ochrony środowiska (SLD)
- Grzegorz Durski – Członek Zarządu Miasta ds. budownictwa i mieszkaniowych (bezp.)
- Paweł Sikorski – Członek Zarządu Miasta ds. przekształceń własnościowych i inwestycji (bezp.)

### Zarząd Miasta Szczecina 2001–2002
Członkowie Zarządu miasta zostali powołani przez Radę Miasta 29 maja i 4 czerwca 2001 i odwołani 21 listopada 2002:
- Edmund Runowicz – Prezydent Szczecina (bezp.)
- Elżbieta Malanowska – Wiceprezydent ds. rozwoju gospodarczego (bezp.)
- Lucjan Bąbolewski – Wiceprezydent ds. społecznych (UW)
- Andrzej Gajda – Wiceprezydent ds. ochrony środowiska i inwestycji miejskich (bezp.)
- Andrzej Mickiewicz – Wiceprezydent ds. budownictwa i mieszkaniowych (SLD)
- Jan Dużyński – Członek Zarządu ds. komunalnych (SLD)
- Marcin Krukowski – Członek Zarządu ds. nieruchomości (PO)